# Solaris Trollino 15
Der Solaris Trollino 15  ist ein niederfluriger Oberleitungsbus-Typ des polnischen Herstellers Solaris Bus & Coach. Er ist weltweit der erste Solotrolleybus mit einer Länge von 15 Metern. Unter der Untervariante Solaris Trollino 15 AC wird auch eine Wechselstromvariante angeboten. Fahrzeuge dieses Typs kommen zurzeit in folgenden Städten zum Einsatz: 
| Land       | Stadt   | Betrieb                       | Anzahl Stand Mai 2011 | Bemerkungen                         |
| ---------- | ------- | ----------------------------- | --------------------- | ----------------------------------- |
| Litauen    | Vilnius | Vilniaus viešasis transportas | 45                    | davon einer mit Wechselstromtechnik |
| Tschechien | Ostrava | Dopravní podnik Ostrava       | 4                     | davon einer mit Wechselstromtechnik |

Unter Verwendung der gleichen Karosserie produziert der tschechische Hersteller Škoda seit 2008 den Typ Škoda 28Tr Solaris. Hiervon verkehren sechs Wagen in Pardubice und einer in Teplice. Die Verkehrsbetriebe von Ústí nad Labem haben 16 Škoda 28Tr Solaris bestellt, die seit Juli 2014 ausgeliefert werden.